# Die entschleierte Maja
Die entschleierte Maja ist ein deutsches Stummfilm-Drama von 1917 mit Walter Janssen und Hanna Ralph in den Hauptrollen. Den spirituellen Unterbau der Geschichte bilden altindische Religionen und Philosophien.

## Handlung
Der Bildhauer Olaf, der gerade an einer Statue der „Maha Maja“ arbeitet, ist ein ebenso ernster, vergeistigter und ambitionierter wie auch verarmter Bildhauer. Seine Natur als ernsthafter Künstler, mit der er den wichtigen Dingen stets akribisch auf den Grund gehen möchte, steht in starkem Kontrast zu seinem sehr irdischen Verlangen nach einem äußerlich reichen Leben, nach oberflächlichem Vergnügen und Zerstreuung. Innere Ausgeglichenheit verschafft ihm jedoch die Lektüre brahmanischer Bücher über die indische Mystik. Olaf lernt, dass in dieser Lebensphilosophie das irdische Leben eine Aneinanderreihung von Leid und Schmerz sei, demzufolge die Welt, die in dieser Mystik als Maha Maja auftrete, als große Täuschung auftrete. Maja trete, so nimmt Olaf als Erkenntnis mit, als eine ewige Versuchung auf, als Streben nach Verlockungen, Eitelkeiten und oberflächlichem Glücksverständnis. So wie Maja tausend schöne Trugbilder vorgaukelt, so sei deren Antipode Mara, der böse Dämon des Todes, der durch seine pure Existenz in uns die Daseinslust hervorrufe. Dieser Widerstreit beider Kräfte spiegelt nunmehr auch das Wesen Olafs wider.
Vergeblich versucht er, die in ihm ruhenden Kräfte wider das oberflächliche Glück, die Sehnsucht nach Ruhm, die Anerkennung und den Wohlstand zu stärken. Und doch ist das Verlangen nach irdischen Dingen größer. Der Ruf nach Maha Maja, ihm seine irdischen Wünsche zu erfüllen, wird erhört. Olaf kann in einem Traum all die Dinge erleben und all die irdischen Güter um sich sammeln, von denen er glaubte, sie bedeuten für ihn vollendetes Glück. Doch er irrt sich sehr. Ein Schleier nach dem anderen fällt vor seinen Augen nieder, seine Erkenntnisse in diesem Traum bedeuten zugleich innere Reifung, und er findet dadurch einen Weg zur perfekten inneren Ausgeglichenheit, zur allseligmachenden Harmonie seines Geistes. Olafs Erwachen aus dem Traum ist mehr als nur ein Ende einer Ruhephase; es ist in erster Linie ein geistiges Erwachen, ein Erkenntnisgewinn mit Erlösungscharakter. Mit dem Erklimmen dieser spirituell höheren Daseinsstufe beginnt Olafs Leben fortan an Wert zu gewinnen, und im Bewusstsein des eigenen Ichs und eines ganzheitlichen Verständnisses des Universums versteht er seinen inneren Dämonen, die bislang sein Leben auf eine einzige Daseinsqual reduzierten, innerlich befreit zu begegnen.

## Produktionsnotizen
Der Film Die entschleierte Maja, bisweilen mit dem Untertitel Indisches Mysterium versehen, erlebte seine Uraufführung im Rahmen einer Wohltätigkeitsveranstaltung am 17. August 1917 in München. Ab dem 1. Oktober desselben Jahres konnte man ihn auch in Berlin sehen. Die Länge des Fünfakters betrug 1567 Meter.
Dieser Film ist ein extrem seltenes Beispiel für die thematische Annäherung an ostasiatische Religion, Philosophie und Mystik im frühen deutschen Stummfilm. Vor allem in späteren Jahren sind derlei Elemente bei der einen oder anderen Inszenierung des Ostasien-Liebhabers Paul Wegener zu finden.
Die entschleierte Maja ist der erste namentlich bekannte Film Walter Janssens. Hanna Ralph gab in diesem Film (ebenfalls) ihren Einstand vor der Kamera. Für Ludwig Beck war dies mutmaßlich die erste Kinoinszenierung.

## Kritiken
„Die wachsende Sehnsucht nach der Erkenntnis der höchsten Dinge, der Wunsch, den Sinn des Lebens zu verstehen, scheint dieser Dichtung zugrunde zu liegen. […] Ein schönes Bild, mit Geschmack und Liebe gezeichnet, von großen Künstlern vollendet, die in der Darstellung dem Geist des Dichters und den Absichten des Regisseur verständnisvoll zu folgen vermochten. Walter Janssen, kgl. Bayr. Hofschauspieler, fällt durch Spiel und Erscheinung auf. Die indischen Tänze Sent M‘ahesas, bieten des Interessanten viel. Die Ausstattung ist dem Milieu kunstvoll angepaßt.“

Paimann’s Filmlisten resümierte: „Stoff phantastisch. Spiel und Szenerie sehr gut. Photos recht gut.“